# Telescopio espacial James Webb

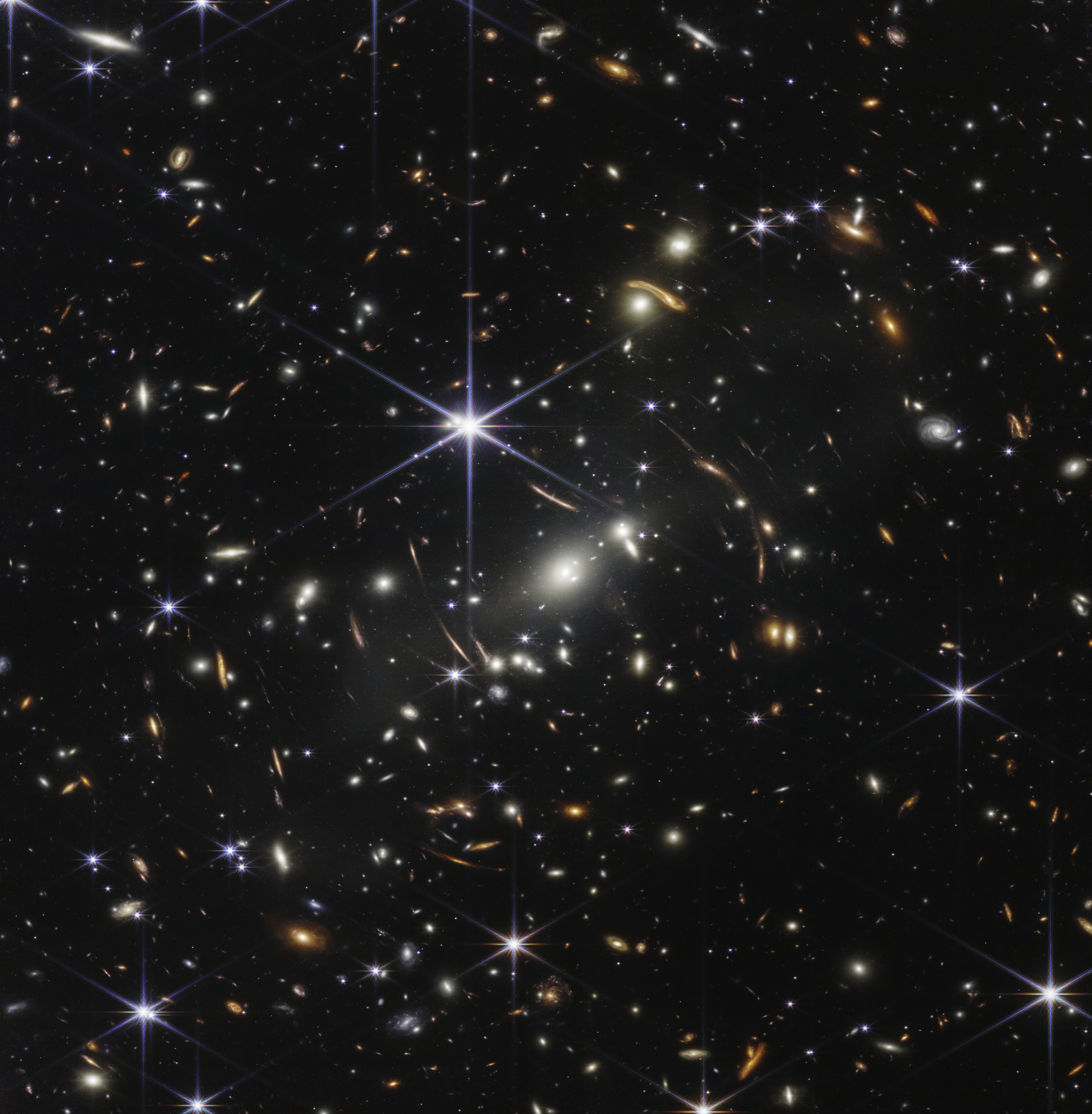
Primer Campo Profundo del Webb, imagen del cúmulo de galaxias SMACS 0723, publicada el 11 de julio de 2022.

El telescopio espacial James Webb (en inglés, James Webb Space Telescope (JWST)) es un observatorio espacial desarrollado a través de la colaboración de 14 países, construido y operado conjuntamente por la Agencia Espacial Europea, la Agencia Espacial Canadiense y la NASA para sustituir los telescopios Hubble y Spitzer. El telescopio Webb ofrece una resolución y sensibilidad sin precedentes, y permite una amplia gama de investigaciones en los campos de la astronomía y la cosmología. Uno de sus principales objetivos es observar algunos de los eventos y objetos más distantes del universo, como la formación de las primeras galaxias. Este tipo de objetivos están fuera del alcance de los instrumentos terrestres y espaciales actuales. Entre sus objetivos están incluidos estudiar la formación de estrellas y planetas y obtener imágenes directas de exoplanetas y novas.
Entre sus principales características técnicas hay que destacar el espejo primario del telescopio espacial Webb, compuesto por 18 segmentos hexagonales que, combinados, crean un espejo con un diámetro de 6,5 metros, un gran aumento con diferencia sobre el espejo utilizado por el Hubble, de 2,4 metros, el parasol y cuatro instrumentos científicos. El telescopio se sitúa en el espacio cerca del punto lagrangiano Tierra-Sol L2, está protegido por un gran parasol, hecho de cinco hojas de Kapton revestido de aluminio y silicio, que mantiene al espejo y sus cuatro instrumentos científicos principales a temperaturas cercanas al cero absoluto. A diferencia del Hubble, que observa en los espectros ultravioleta cercano, visible e infrarrojo cercano, el telescopio Webb observa en la luz visible de longitud de onda larga (naranja a rojo) a través del rango del infrarrojo medio (0,6 a 27 μm). Esto permite que el telescopio Webb realice una amplia gama de investigaciones a través de muchos subcampos de la astronomía, que observe y estudie las primeras estrellas, de la época de reionización, formación de las primeras galaxias, tome fotografías de nubes moleculares, grupos de formación estelar, objetos con alto desplazamiento hacia el rojo demasiado viejos y demasiado distantes para que pudieran ser observados por el Hubble y otros telescopios anteriores.
En desarrollo desde 1996, lo denominaron inicialmente como Next Generation Space Telescope o NGST, en 2002 fue denominado James E. Webb, en honor al funcionario del gobierno estadounidense que fue administrador de la NASA entre 1961 y 1968 y jugó un papel integral en el programa Apolo. El proyecto ha tenido numerosas demoras y gastos excesivos, siendo sometido a importante rediseño durante 2005. En 2011, parte del Congreso de los Estados Unidos optó por su cancelación, después de haber empleado en su desarrollo aproximadamente 3000 millones de dólares estando en producción o en fase de pruebas más del 75% de su hardware. En noviembre de 2011, el Congreso revocó los planes para cancelar el proyecto y en su lugar puso un tope de financiación adicional para completar el proyecto en 8000 millones de dólares. En diciembre de 2016, la NASA anunció que la construcción del telescopio Webb había finalizado y comenzaría su fase de pruebas. En marzo de 2018, la NASA retrasó el lanzamiento de JWST un año más porque el parasol del telescopio se rasgó durante un despliegue de práctica y los cables del parasol no se apretaron lo suficiente. Estaba previsto que el telescopio Webb fuese lanzado en mayo de 2020 desde la Guayana Francesa.
El 27 de junio de 2018, tras detectarse varios problemas, tanto técnicos como humanos, durante las pruebas, la NASA decide posponer el lanzamiento del telescopio al 30 de marzo de 2021, después de que la junta de revisión que evalúa el proyecto emitiera un informe contrario a las expectativas respecto al cronograma previsto por el contratista y el proceso de la misión en general incluyendo los errores.
El 10 de junio de 2020, Thomas Zurbuchen, administrador asociado de la Dirección de Misiones Científicas de la NASA, anunció que el lanzamiento del telescopio James Webb se retrasaría, y no podría salir el 10 de marzo de 2021, como estaba estipulado. Este retraso fue inevitable debido a la pandemia de COVID-19, la cual hizo que el trabajo en la nave se viera disminuido.
Tras superar la prueba final de vacío térmico, el telescopio Webb demostró que funcionaría en el espacio.
El telescopio James Webb fue lanzado con éxito, el 25 de diciembre de 2021, a bordo de un cohete Ariane 5, desde la base de la Guayana Francesa.

## Descripción
El programa del telescopio Webb se inició en 1996, denominado en principio Next Generation Space Telescope (NGST), basado en la planificación genérica del sucesor del Hubble al menos desde 1993. En el 2002, se le cambió el nombre por el de James E. Webb, en honor al funcionario del gobierno estadounidense que fue segundo administrador de la NASA entre 1961 y 1968, destacado por desempeñar un papel importante en el programa Apolo y por establecer la investigación científica como actividad central de la NASA. El telescopio Webb es un proyecto conjunto de la NASA, la Agencia Espacial Europea y la Agencia Espacial Canadiense, en el que colaboran aproximadamente 17 países más.
Las contribuciones de Europa se formalizaron en 2007 con un Memorando de Entendimiento ESA-NASA, que incluye el lanzador Ariane-5 ECA, el instrumento NIRSpec, el montaje del banco óptico MIRI, y soporte de personal para las operaciones.
El telescopio tiene una masa de aproximadamente la mitad del telescopio espacial Hubble, aunque su espejo primario (un reflector de berilio recubierto de oro de 6,5 metros de diámetro) tiene un área de recolección aproximadamente cinco veces mayor (25 m² vs. 4,5 m²). El telescopio Webb está orientado hacia la astronomía cercana al infrarrojo, pero también puede ver la luz visible naranja y roja, así como también la región del infrarrojo medio, dependiendo del instrumento. El diseño enfatiza el infrarrojo cercano al medio por tres motivos principales: los objetos con alto desplazamiento hacia el rojo tienen sus emisiones visibles desplazadas al infrarrojo, los objetos fríos como los discos de escombros y los planetas emiten más fuertemente en el infrarrojo, y esta banda es difícil de estudiar desde el suelo o por los telescopios espaciales actuales como el Hubble. Los telescopios terrestres tienen que observar atravesando la atmósfera, que es opaca en muchas bandas infrarrojas. Incluso donde la atmósfera es transparente, muchos de los compuestos químicos que son objetivo, como el agua, el dióxido de carbono y el metano, también existen en la atmósfera terrestre, lo que complica enormemente el análisis. Los telescopios espaciales actuales como el Hubble no pueden estudiar estas bandas ya que sus espejos no son lo suficientemente fríos (el espejo del Hubble se mantiene a unos 15 °C) y, por lo tanto, el telescopio irradia con fuerza en las bandas IR.
El telescopio Webb opera cerca del punto de Lagrange Tierra-Sol L2, aproximadamente a 1 500 000 km más allá de la órbita de la Tierra. A modo de comparación, el Hubble orbita a 550 km sobre la superficie de la Tierra, y la Luna está aproximadamente a 400 000 km de la Tierra. Esta distancia hace que la reparación o actualización posterior al lanzamiento del hardware del telescopio Webb sea prácticamente imposible. Los objetos cercanos a este punto pueden orbitar el Sol en sincronía con la Tierra, lo que permite que el telescopio permanezca a una distancia aproximadamente constante y tiene obligado utilizar una barrera solar para bloquear el calor y la luz del Sol y la Tierra. Esto mantiene la temperatura de la nave espacial por debajo de 50 K (–220 °C; –370 °F), necesaria para las observaciones de infrarrojos.

Vista de tres cuartos de la parte superior
Parte inferior (lado orientado al sol)

### Barrera solar

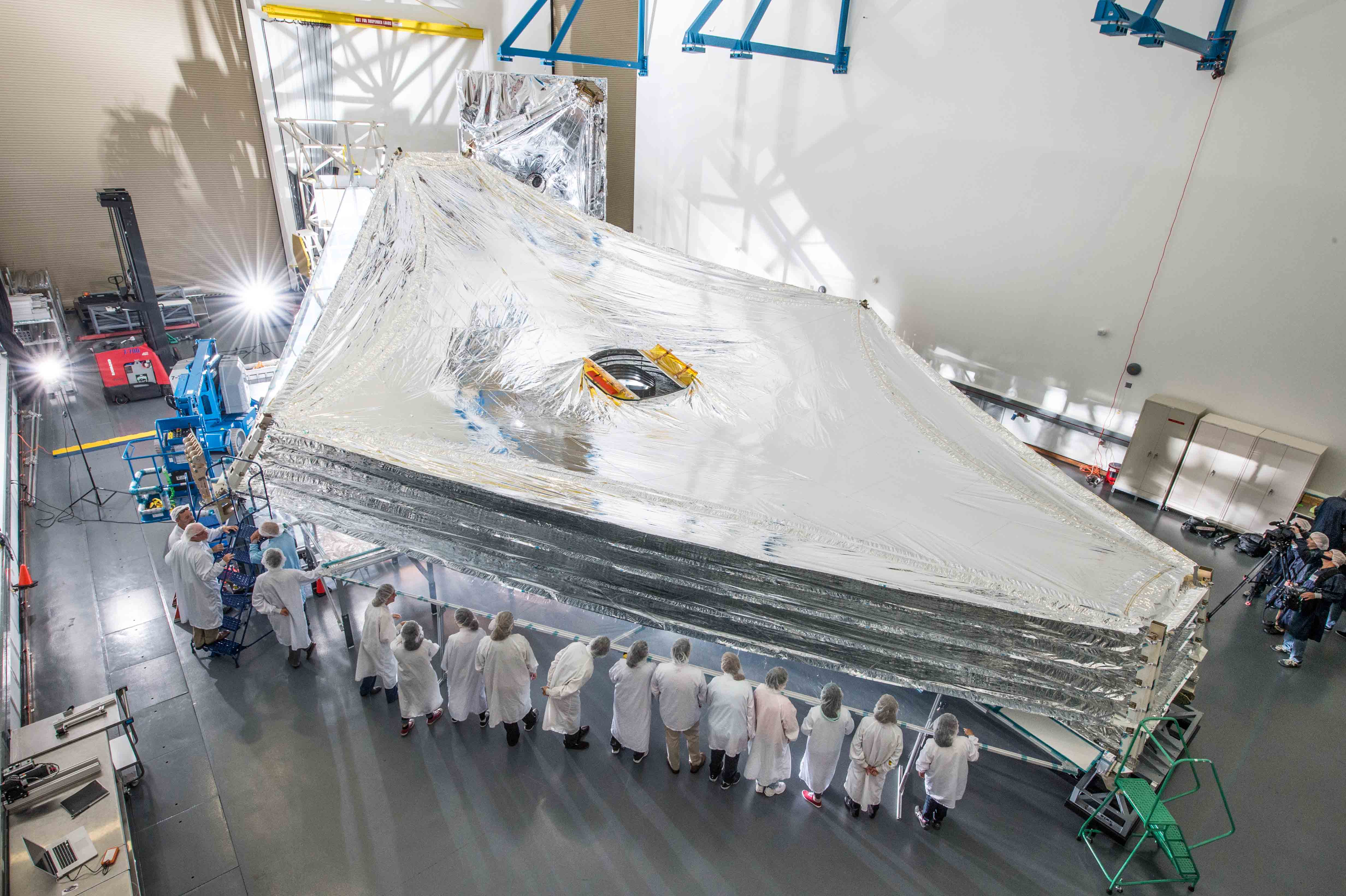
Probando el despliegue del parasol en el hangar de pruebas en la instalación Northrop Grumman en California, año 2014

Para realizar observaciones en el espectro infrarrojo, el telescopio Webb debe mantenerse a una temperatura muy baja, aproximadamente por debajo de 50 K (–220 °C), de lo contrario, la radiación infrarroja del propio telescopio podría bloquear o sobrecargar sus instrumentos. Para evitarlo utiliza un gran parasol que bloquea la luz y el calor del Sol, la Tierra y la Luna, además, su posición cercana al punto de Lagrange Tierra-Sol L2 mantiene los tres cuerpos en el mismo lado de la nave espacial en todo momento. Su órbita halo alrededor del punto L2 evita la sombra de la Tierra y la Luna, manteniendo una posición constante y aceptable para la barrera solar y los paneles solares. El parasol está hecho de película de poliimida y tiene membranas recubiertas con aluminio en un lado y silicio en el otro.
El parasol se diseñó para doblarse doce veces, por lo que cupo dentro de la cubierta del cohete Ariane 5 de 4,57 m × 16,19 m. Una vez ubicado el telescopio en el punto L2, el parasol se desplegó hasta alcanzar un tamaño de 21,197 m × 14,162 m.
El parasol fue ensamblado a mano en Man Tech (NeXolve) en Huntsville (Alabama), antes de ser entregado a Northrop Grumman en Redondo Beach (estado de California) para su prueba.

### Óptica

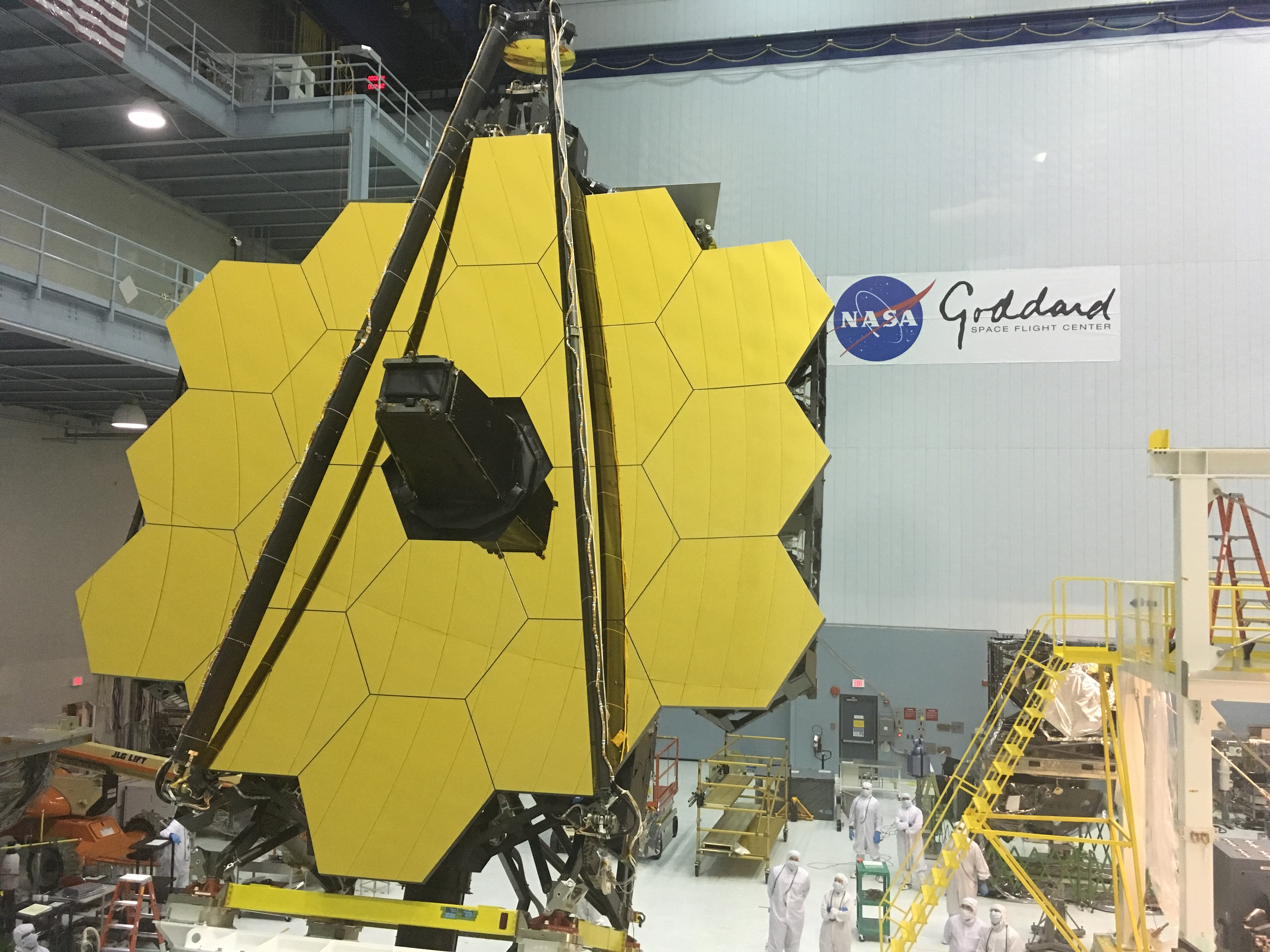
Ensamblado del espejo principal en el Centro de vuelo espacial Goddard, mayo de 2016

El espejo primario de JWST es un reflector de berilio de 6,5 metros de diámetro, recubierto de oro, con un área de recolección de 25 m². Estas dimensiones son demasiado grandes para los vehículos de lanzamiento actuales, por lo que al espejo lo componen 18 segmentos hexagonales, que se desplegarán después una vez que se haya abierto el telescopio. La detección del frente de onda plano de la imagen a través de la recuperación de fase se utilizó para colocar los segmentos del espejo en la ubicación correcta usando micromotores muy precisos. Con posterioridad a esta configuración inicial, solo necesitó breves encendidos cada pocos días para mantener un enfoque óptimo, siendo distinto a los telescopios terrestres como el Observatorio W. M. Keck, que continuamente ajustan los segmentos de su espejo utilizando ópticas activas para superar los efectos de la carga gravitacional y del viento, y es posible debido a la falta de perturbaciones ambientales por estar ubicado en el espacio.
El diseño óptico de JWST es un telescopio de tres espejos anastigmático, que hace uso de espejos curvos secundarios y terciarios para obtener imágenes libres de aberraciones ópticas en un amplio campo. Además, hay un espejo de dirección rápido, que puede ajustar su posición muchas veces por segundo para proporcionar estabilización de imagen.
Ball Aerospace & Technologies es el principal subcontratista para el proyecto JWST, dirigido por el contratista principal Northrop Grumman Aerospace Systems, siendo dirigidos todos por el Centro Goddard de Vuelos Espaciales de la NASA, en Greenbelt, Maryland. Dieciocho segmentos de espejos primarios, espejos de dirección secundarios, terciarios y sensibles, más repuestos de vuelo han sido fabricados y pulidos por Ball Aerospace en segmentos de berilio fabricados por varias empresas, entre ellas Axsys, Brush Wellman y Tinsley Laboratories.
El último segmento del espejo primario fue instalado el 3 de febrero de 2016, y el espejo secundario fue instalado el 3 de marzo de 2016.

### Instrumentos científicos
El Integrated Science Instrument Module (ISIM) es un módulo que proporciona energía eléctrica, recursos informáticos, refrigeración y estabilidad estructural para el telescopio. Está fabricado con un compuesto de grafito-epoxi y va unido a la parte inferior de la estructura del telescopio. En el ISIM se integran cuatro instrumentos científicos que se describen a continuación y una cámara guía.

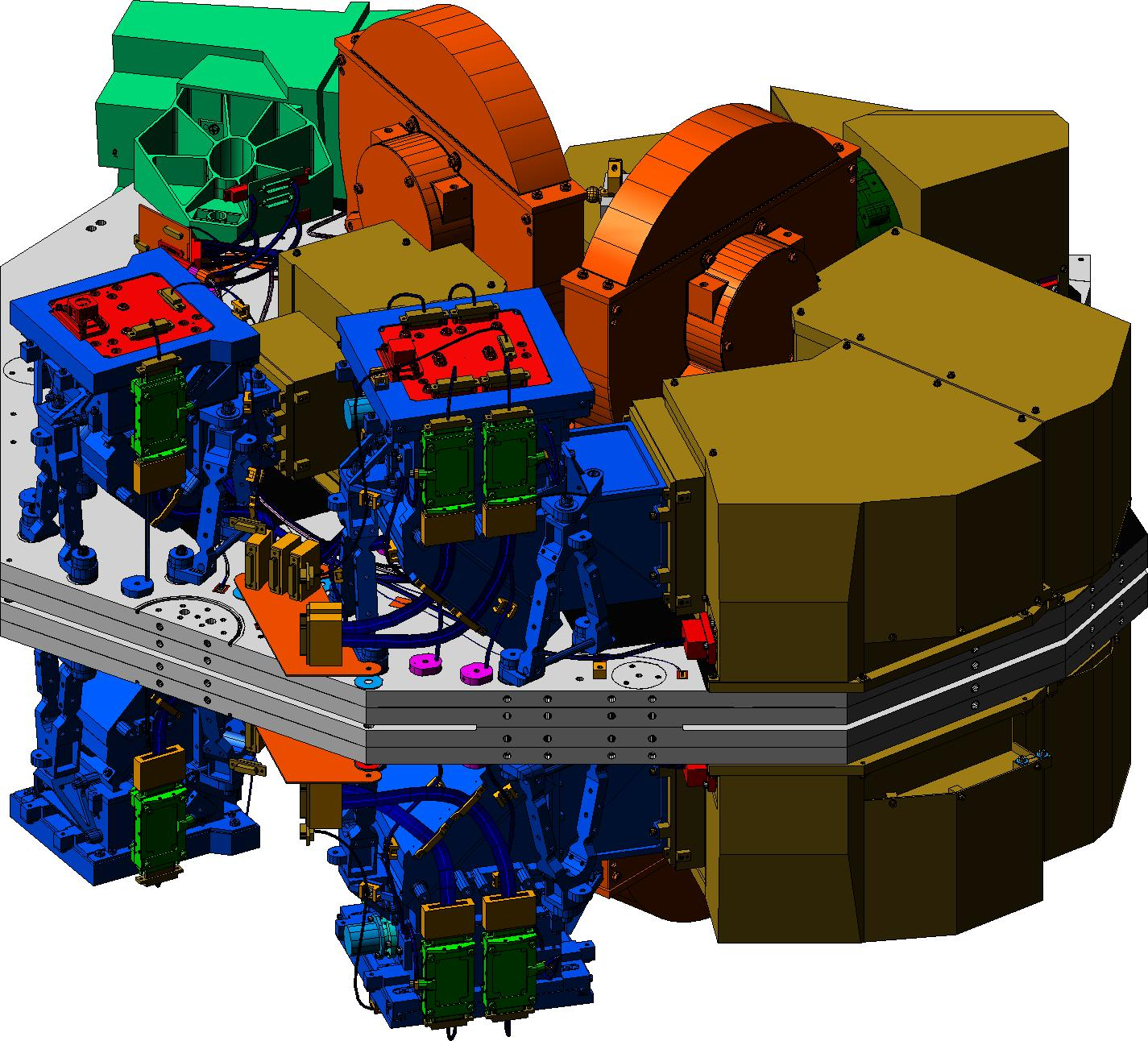
Modelo NIRCam

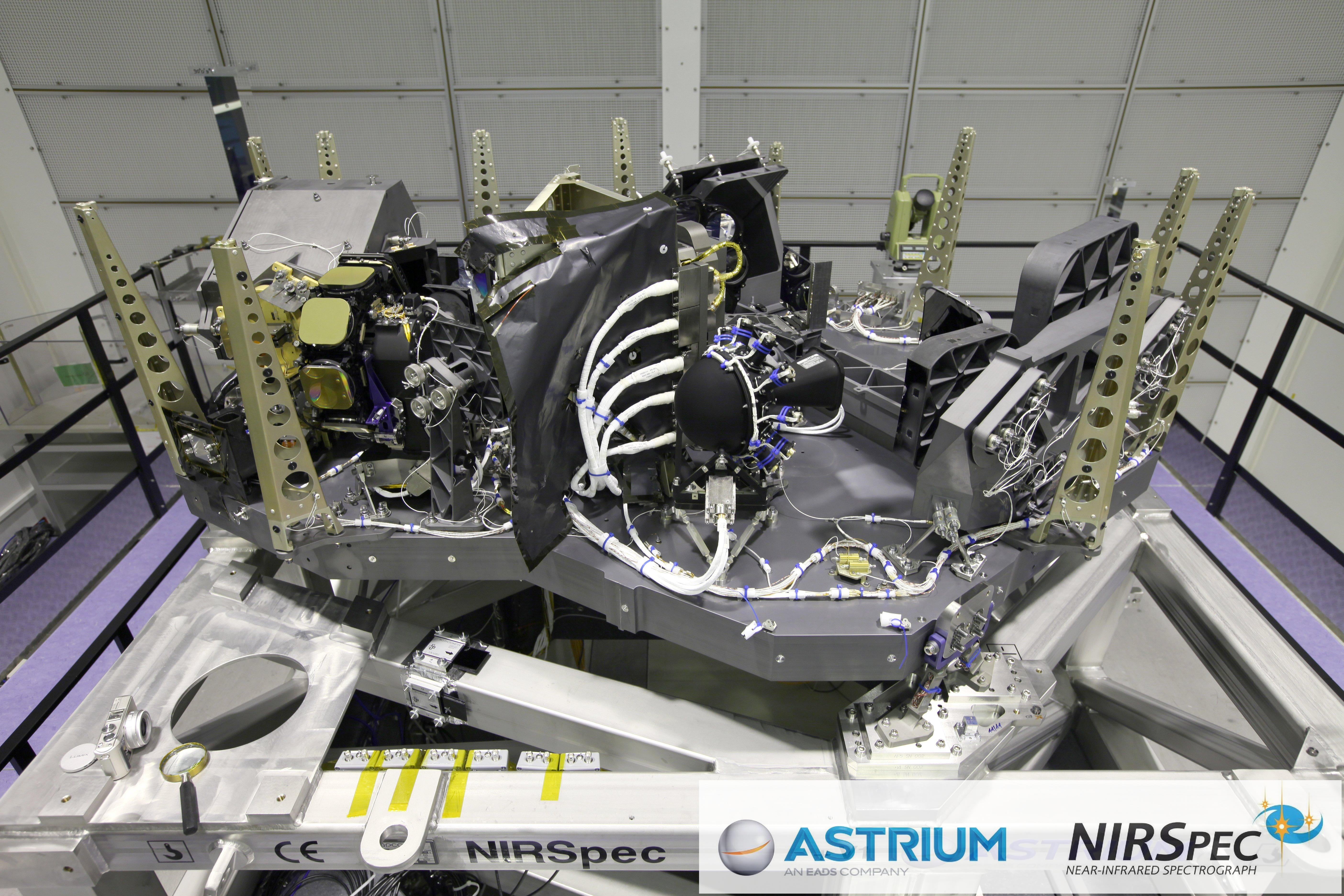
Modelo NIRSpec

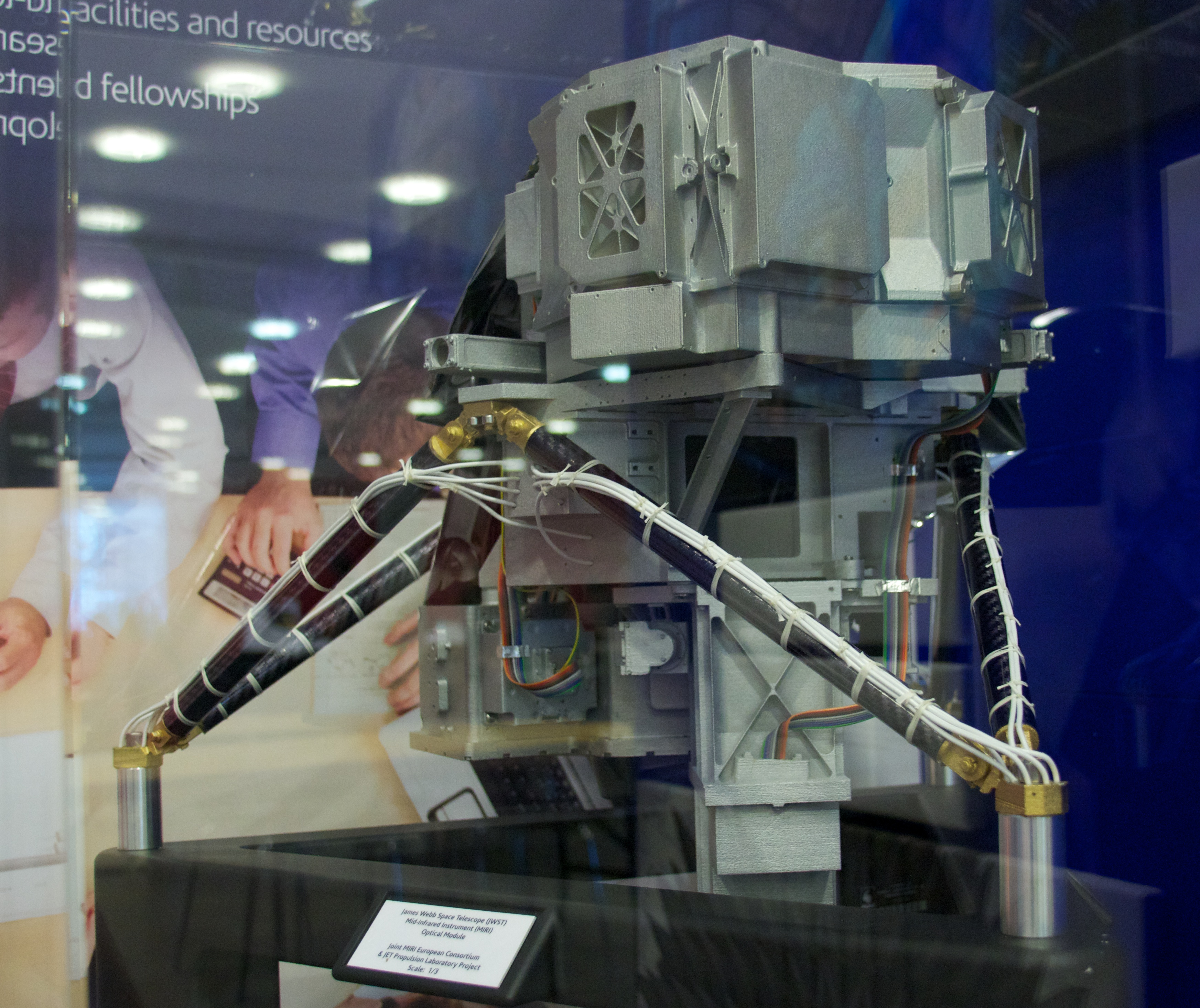
Modelo MIRI a escala 1:3

- Near InfraRed Camera (NIRCam), cámara infrarroja con cobertura espectral que va desde el borde de lo visible (0,6 micrómetros) hasta el infrarrojo cercano (5 micrómetros).[54][55] También sirve como sensor de frente de onda del observatorio, necesario para actividades de detección y control de frente de onda. Construida por un equipo dirigido por la Universidad de Arizona, siendo Investigadora Principal Marcia Rieke. El socio principal es Lockheed Martin Advanced Technology Center, ubicado en Palo Alto, California.[56]

- Near InfraRed Spectrograph (NIRSpec), espectroscopio que realiza sus funciones en el mismo rango de longitud de onda. Construido por la Agencia Espacial Europea en el Centro Europeo de Investigación y Tecnología Espacial (ESTEC) en Noordwijk, Holanda. El equipo fue desarrollado entre varios centros y organizaciones espaciales como Airbus Defence and Space, Ottobrunn and Friedrichshafen, Alemania, y el Centro de vuelo espacial Goddard; siendo Pierre Ferruit (Escuela Normal Superior de Lyon) el científico supervisor encargado del proyecto. El diseño de NIRSpec tiene tres modos de observación: un modo de baja resolución que utiliza un prisma, un modo multiobjeto R~1000 y una unidad de campo integral R~2700 o modo de espectroscopia de ranura larga.[57] La conmutación entre los modos se realiza mediante un mecanismo de preselección de longitud de onda conocido como Filter Wheel Assembly, y seleccionando el elemento dispersivo correspondiente (prisma o rejilla) utilizando el mecanismo de Grating Wheel Assembly.[57] Ambos instrumentos se desarrollaron basándose en el instrumento ISOPHOT instalado también en el Observatorio Espacial Infrarrojo. El modo multiobjeto se basa en un complejo mecanismo de microobturador que permitirá observar simultáneamente cientos de objetos individuales en cualquier parte del campo de visión de NIRSpec. Los mecanismos y sus elementos ópticos fueron diseñados, integrados y probados por la empresa alemana Carl Zeiss.[57]

- Mid-InfraRed Instrument (MIRI), instrumento que mide el rango de longitud de onda del infrarrojo medio de 5 a 27 micrómetros.[58][59] Compuesto por cámara de infrarrojo medio y un espectrómetro de imágenes.[48] Fue desarrollado en colaboración entre la NASA y un consorcio de países europeos, está dirigido por George H. Rieke (Universidad de Arizona) y Gillian Wright (UK Astronomy Technology Centre, Edimburgo, miembro del Science and Technology Facilities Council (STFC)).[56] MIRI presenta mecanismos de rueda similares a NIRSpec, que también han sido desarrollados y construidos por Carl Zeiss Optronics GmbH (subcontratada a su vez por Max Planck Institute for Astronomy. El instrumento una vez construido se entregó al Centro de vuelo espacial Goddard a mediados de 2012 para su eventual integración en el ISIM. La temperatura del MIRI no debe superar los 6 K (grados Kelvin): un enfriador mecánico de gas de helio ubicado en el lado cálido del escudo ambiental consigue reducirlo a tan baja temperatura.[60]

- Fine Guidance Sensor and Near Infrared Imager and Slitless Spectrograph (FGS/NIRISS), estabilizador fabricado por la Agencia Espacial Canadiense bajo la supervisión del científico John Hutchings (Herzberg Institute of Astrophysics, National Research Council (Canadá)), estabiliza la línea de visión del observatorio durante las observaciones científicas. Las mediciones del FGS se usan tanto para controlar la orientación general de la nave espacial como para conducir el espejo de dirección para estabilizar la imagen. La Agencia Espacial Canadiense también proporciona un instrumento que observa el infrarrojo cercano y espectrógrafo Slitless (NIRISS) para imágenes astronómicas y espectroscopía en el rango de longitud de onda de 0,8 a 5 micrómetros, cuya dirección la supervisa el investigador principal René Doyon de la Universidad de Montreal.[56] Debido a que el NIRISS está físicamente montado junto con el FGS, a menudo se les reconoce como una sola unidad, pero sus análisis son completamente distintos, uno es un instrumento científico y el otro forma parte de la infraestructura de soporte del observatorio.

NIRCam y MIRI tienen coronógrafos bloqueadores de luz estelar para poder observar objetivos débiles como planetas extrasolares y discos circunestelares cercanos a estrellas brillantes.
Los detectores infrarrojos de los módulos NIRCam, NIRSpec, FGS y NIRISS son suministrados por Teledyne Imaging Sensors (anteriormente Rockwell Scientific Company). Los sistemas instalados en el telescopio Webb, así como de los instrumentos ISIM y del ICDH utilizan el protocolo SpaceWire para transmitir datos entre los instrumentos científicos y el equipo donde se analizan.

### Bus

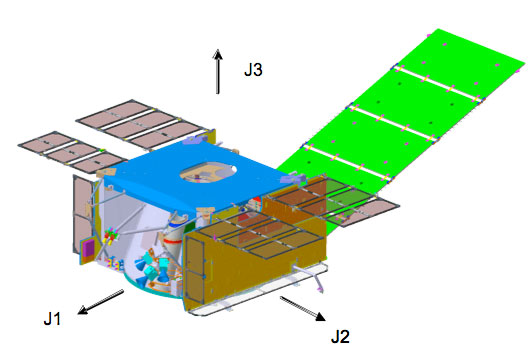
Diagrama del Spacecraft Bus. El panel solar es de color verde y las alas de color púrpura claro son tonos de radiadores.

El bus o plataforma es el principal componente del telescopio espacial James Webb y alberga gran cantidad de piezas de computación, comunicación, propulsión y estructurales, uniendo las diferentes partes del telescopio. Junto con la barrera solar, forma el elemento de "nave espacial" del telescopio espacial. Los otros dos elementos principales del telescopio Webb son el Integrated Science Instrument Module (ISIM) y el Optical Telescope Element (OTE). En el espacio conocido como "Región 3" de ISIM también está dentro del bus; este espacio incluye también el ISIM Command and Data Handling (ICDH) y el refrigerador criogénico MIRI.
El bus está conectado al Optical Telescope Element por medio del Deployable Tower Assembly, que a su vez está conectado con la barrera solar.
Con un peso de 350 kg, tiene que estar preparado para soportar el telescopio Webb, que tiene un peso aproximado de 6,5 toneladas. Fabricado principalmente de material compuesto de grafito. Su montaje se realizó en California en 2015, luego se tuvo que integrar con el resto del telescopio espacial previamente a su lanzamiento. El bus puede proporcionar el apuntamiento de un segundo de arco y aísla la vibración hasta dos (2) miliarcosegundos.
Está ubicado con orientación al Sol, en el lado "cálido" del telescopio, opera a una temperatura de aproximadamente 300 K. Todo instrumento posicionado con orientación al Sol debe poder soportar condiciones térmicas de la órbita del halo del telescopio, que a un lado le da constantemente la luz solar y al otro la sombra por la barrera de la nave espacial.
Otro aspecto importante del bus es su equipo central de computación, almacenamiento de memoria y comunicaciones. El procesador y el software dirigen los datos hacia y desde los instrumentos, al núcleo de memoria de estado sólido y al sistema de radio que puede enviar datos a la Tierra así como recibir órdenes. La computadora también controla el posicionamiento de la nave espacial, tomando los datos del sensor de los giroscopios y el rastreador de estrellas, y enviando las órdenes necesarias a los instrumentos de posicionamiento o propulsores.

## Comparativas

Comparación con el espejo primario del Hubble

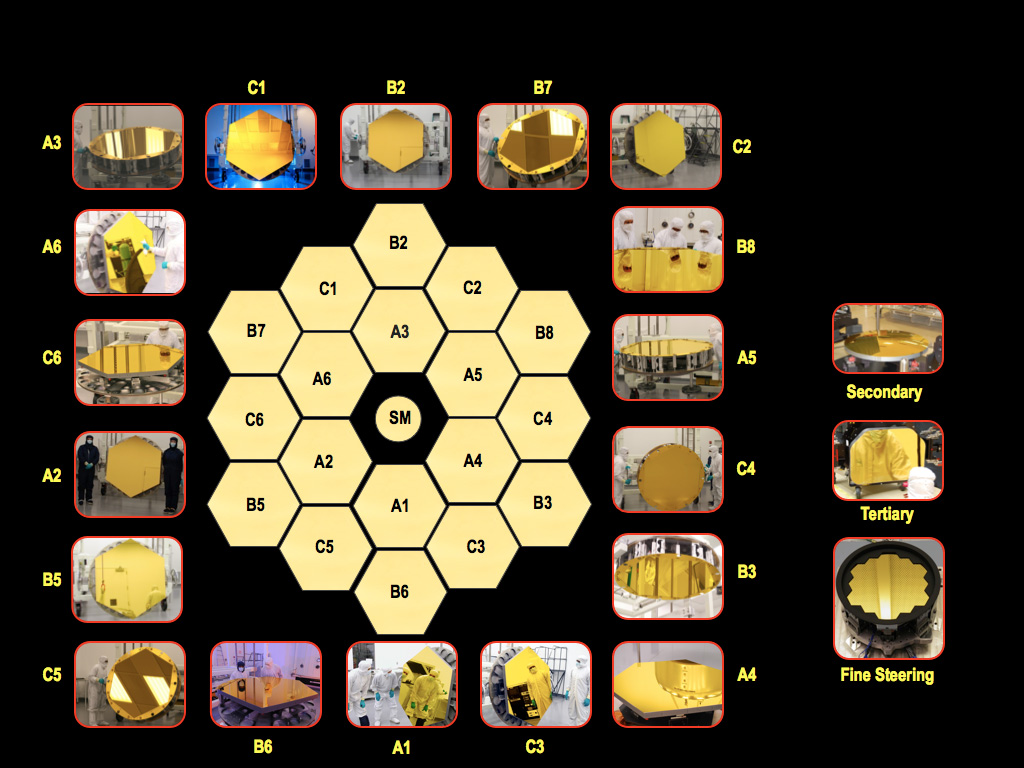
Espejos del James Webb

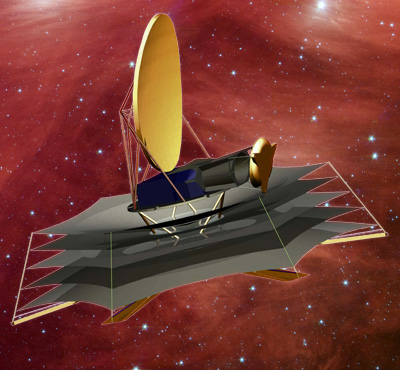
La arquitectura Calisto para SAFIR sería una sucesora de Spitzer, que requeriría un enfriamiento pasivo aún más frío que JWST (5 kelvin).

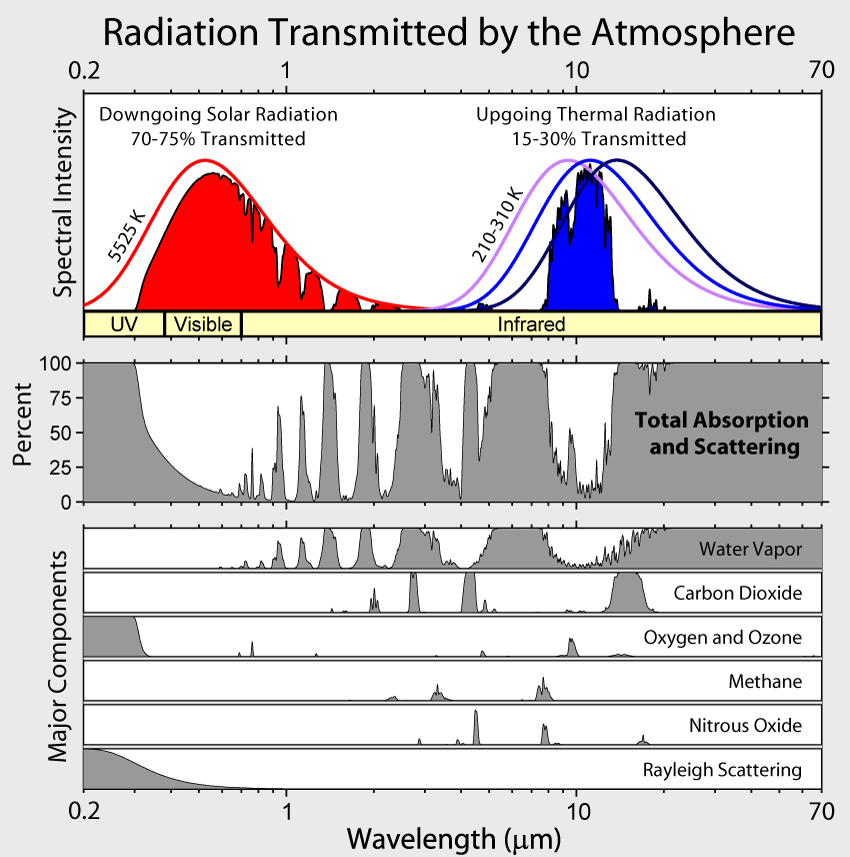
Vistas atmosféricas en el infrarrojo: gran parte de este tipo de luz está bloqueada cuando se observa desde la superficie de la Tierra. Sería como mirar un arcoíris pero solo ver un color.

El deseo de tener un gran telescopio espacial infrarrojo se remonta a varias décadas; en los Estados Unidos, se estudió la posibilidad de crear un telescopio en la lanzadera Shuttle Infrared Telescope Facility mientras desarrollaba el Space Shuttle reconociéndose el potencial existente de la astronomía infrarroja en ese instante. En comparación con los telescopios de tierra, se sabía que los observatorios espaciales estaban libres de la absorción atmosférica de luz infrarroja; sería como un "cielo nuevo" para los astrónomos.
La atmósfera tenue por encima de los 400 km de altura no tiene absorción medible, por lo que los detectores que operan en todas las longitudes de onda de 5 µm a 1000 µm alcanzan una alta sensibilidad radiométrica.
- S. G. McCarthy y G. W. Autio, 1978
Sin embargo, los telescopios infrarrojos tienen un inconveniente: necesitan conservarse extremadamente fríos y cuanto más larga es la longitud de onda de los infrarrojos, más fríos deben estar. De lo contrario, el calor de fondo del dispositivo bloquea a los instrumentos, dejándolo completamente ciego. Este inconveniente puede superarse mediante un cuidadoso diseño de la nave espacial, particularmente colocando el telescopio en un depósito con una sustancia extremadamente fría, como el helio líquido. Esto significa que la mayoría de los telescopios infrarrojos tienen una vida útil limitada por su refrigerante, tan breve como cuestión de meses, tal vez pocos años como máximo. Hasta ahora ha sido posible mantener la temperatura lo suficientemente baja mediante el diseño de la nave espacial para permitir observaciones de infrarrojo cercano sin un suministro de refrigerante, como por ejemplo las misiones extendidas de Spitzer y NEOWISE. Otro ejemplo es el instrumento NICMOS del Hubble, que comenzó utilizando un bloque de hielo de nitrógeno que se agotó tras un par de años, pero que luego se convirtió en un refrigerador criogénico que funcionaba continuamente. El telescopio Webb está diseñado para enfriarse sin depósito, simplemente usando una combinación de barrera contra el sol y radiadores con el instrumento de infrarrojo medio utilizando un refrigerador criogénico adicional.
Las demoras y los aumentos de presupuestos del telescopio se pueden comparar con el telescopio espacial Hubble. Cuando se empezó a hacer realidad el proyecto Hubble en 1972, tenía un presupuesto inicial estimado de 300 millones de dólares (o aproximadamente 1000 millones de dólares de 2006), pero cuando fue enviado a órbita en 1990, el presupuesto ascendía aproximadamente a cuatro veces el inicial. Además, los nuevos instrumentos instalados y las misiones de servicio asignadas han elevado el presupuesto a por lo menos 9000 millones de dólares en 2006.
En 2006 se publicó un artículo en la revista Nature donde se reflejaban los resultados de un estudio realizado en 1984 por el consejo de Ciencias del Espacio, donde se estimaba que un observatorio infrarrojo de próxima generación costaría 4000 millones de dólares (cerca de 7000 millones de dólares de 2006).
A diferencia de otros observatorios propuestos ―la mayoría de los cuales ya han sido cancelados o suspendidos, incluidos el Terrestrial Planet Finder (2011), Space Interferometry Mission (2010), International X-ray Observatory (2011), MAXIM (Microarcsecond X-ray Imaging) Misión), SAFIR (Observatorio de Infrarrojo Lejano de Apertura Simple), SUVO (Observatorio Ultravioleta-Visible del Espacio) y el SPECS (Sonda Submilimétrica de la Evolución de la Estructura Cósmica)―, el telescopio Webb es la última gran misión astrofísica de la NASA de su generación construido.
| Telescopios e instrumentos espaciales seleccionados |          |                  |          |                               |
| Nombre                                              | Año      | Longitud de onda | Apertura | Enfriamiento                  |
| Ojo humano                                          | —N/A     | 0,39-0,75 µm     | 0,007 m  | N/A                           |
| IRT                                                 | 1985     | 1,7-118 µm       | 0,15 m   | Helio                         |
| ISO                                                 | 1995     | 2,5-240 µm       | 0,60 m   | Helio                         |
| Hubble STIS                                         | 1997     | 0,115-1,03 µm    | 2,4 m    | Pasivo                        |
| Hubble NICMOS                                       | 1997     | 0,8-2,4 µm       | 2,4 m    | Nitrógeno, después criogénico |
| Spitzer                                             | 2003     | 3-180 µm         | 0,85 m   | Helio                         |
| Hubble WFC3                                         | 2009     | 0,2-1,7 µm       | 2,4 m    | Pasivo + termo-eléctrico      |
| Herschel                                            | 2009     | 55-672 µm        | 3,5 m    | Helio                         |
| JWST                                                | Planeado | 0,6-28,5 µm      | 6,5 m    | Pasivo + criogénico (MIRI)    |

## Historia

### Desarrollo y construcción
| Año  | Eventos                  |
| ---- | ------------------------ |
| 1996 | NGST inicio              |
| 2002 | renombrado JWST, 8 a 6 m |
| 2004 | NEXUS cancelado          |
| 2007 | esa/nasa MOU             |
| 2010 | MCDR passed              |
| 2011 | Propuesto - cancelado    |
| 2021 | Lanzamiento              |

La primera intención a la hora de desarrollar un sucesor del Hubble se inició entre 1989 y 1994, pensando en el concepto de telescopio Hi-Z, un telescopio infrarrojo de 4 metros de abertura totalmente iluminado que pudiera establecerse en una órbita de 3 UA. Esta órbita distante se habría beneficiado de la reducción del ruido ligero del polvo zodiacal. Otros planes que se barajaron estuvieron relacionados con la misión del telescopio precursor NEXUS.
En la época "más rápida, mejor y más barata" de mediados de la década de 1990, los líderes de la NASA optaron por un telescopio espacial de bajo coste. El resultado fue el concepto del NGST, con una apertura de 8 metros y ubicado en el punto L2, con un presupuesto aproximado de 500 millones de dólares. En 1997, la NASA trabajó en conjunto con el Centro de vuelo espacial Goddard, Ball Aerospace, y TRW para realizar estudios técnicos de presupuestos y requisitos, y en 1999 fue elegida Lockheed Martin y TRW para los conceptos preliminares del diseño.
Para el lanzamiento fue elegido el año 2007, pero la fecha de lanzamiento fue retrasada en varias ocasiones (véase la tabla "Planificación de lanzamiento y presupuestos").

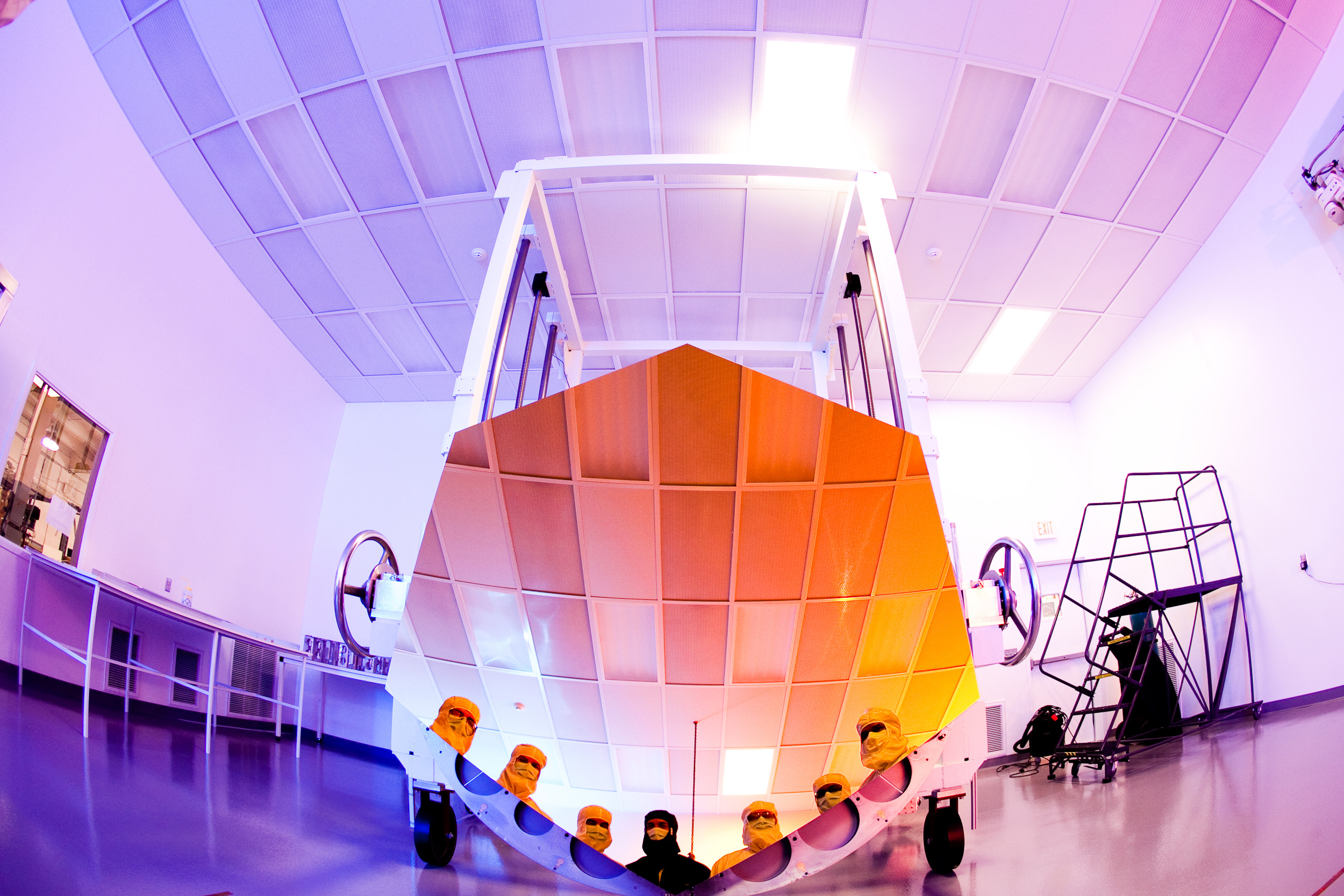
Un segmento del espejo del telescopio Webb, en 2010.

En 2002, la NASA aceptó la construcción del NGST con un presupuesto inicial de 824.8 millones de dólares, después rebautizado como telescopio espacial James Webb, a la empresa TRW. Con un diseño de un espejo primario descopado de 6,1 metros y una fecha de lanzamiento prevista para 2010. Durante el mismo año, TRW fue comprada por Northrop Grumman, convirtiéndose en Northrop Grumman Space Technology.
El Centro de vuelo espacial Goddard de la NASA en Greenbelt, Maryland, es el líder del proyecto del observatorio. El científico del proyecto del telescopio espacial James Webb es John C. Mather. Northrop Grumman Aerospace Systems es el contratista principal para el desarrollo e integración del observatorio, siendo los responsables de desarrollar y construir el elemento de la nave espacial, incluyendo tanto el bus de la nave espacial como el parasol. Ball Aerospace fue subcontratada para desarrollar y construir el Optical Telescope Element (OTE). Se ha contratado la unidad comercial Astro Aerospace de Northrop Grumman para construir el Deployable Tower Assembly (DTA) que conecta el OTE con el bus de la nave espacial y el Mid Boom Assembly (MBA) que ayuda a desplegar los grandes paneles solares en órbita. El Centro de vuelo espacial Goddard también es responsable de proporcionar el Integrated Science Instrument Module (ISIM). Un panel solar convierte la luz solar en energía eléctrica que recarga las baterías necesarias para operar los otros subsistemas, así como los instrumentos científicos, pero el calor de estas operaciones debe disiparse para obtener un rendimiento óptimo del equipo a 50 K (-220 °C).
El aumento del presupuesto comunicado durante la primavera de 2005 condujo a una nueva planificación en agosto de ese mismo año. Los primeros resultados técnicos de la reprogramación fueron cambios significativos en los planes de integración y prueba, un retraso de lanzamiento de 22 meses (de 2011 a 2013) y la eliminación de las pruebas a nivel del sistema para modos de observatorio con una longitud de onda inferior a 1,7 micrómetros. Otras características principales del observatorio no se modificaron. Tras la nueva planificación, el proyecto se revisó de forma independiente en abril de 2006. La revisión concluyó que el proyecto era técnicamente sólido, pero que las fases de financiación de la NASA debían modificarse. La NASA acordó modificar los presupuestos del telescopio Webb.
Con el nuevo plan de 2005, el presupuesto del proyecto en su totalidad se estimó en aproximadamente 4500 millones de dólares. Esto abarcaba aproximadamente 3500 millones de dólares para el diseño, desarrollo, lanzamiento y puesta en marcha, y aproximadamente otros 1000 millones de dólares para diez años de operaciones. La ESA aportaría alrededor de 300 millones de euros, en los que se incluye el lanzamiento, y la Agencia espacial canadiense aportaría aproximadamente 39 millones de dólares canadienses.
En enero de 2007, nueve de los diez elementos científicos en desarrollo para el proyecto pasaron con éxito una revisión que no parecía ser favorable. Estas tecnologías se consideraron bastante completas y finalizadas como para subsanar riesgos importantes del proyecto. Uno de los elementos más importantes en desarrollo, el refrigerador criogénico MIRI, dio satisfactorio en las pruebas en abril de 2007. Esta revisión tecnológica representó el paso inicial en el proceso que finalmente movió el proyecto a su fase de diseño detallado (Fase C). Para mayo de 2007, los presupuestos todavía estaban en el objetivo. En marzo de 2008 el proyecto completó con éxito su Preliminary Design Review (PDR) y lo pasó en abril de 2008. Otras revisiones que también fueron aprobadas son la del Integrated Science Instrument Module en marzo de 2009, la revisión del Optical Telescope Element que se completada en octubre de 2009 y la revisión de la barrera solar que fue completada en enero de 2010.
En abril de 2010, el telescopio superó la prueba de la Mission Critical Design Review (MCDR). Pasar el MCDR significaba que el observatorio integrado puede cumplir con todos los requisitos científicos e ingenieros para su misión. El MCDR también superó todas las revisiones de diseño anteriores. El cronograma del proyecto fue revisado y actualizado durante los meses posteriores al MCDR, en un proceso llamado Independent Comprehensive Review Panel, que condujo a iniciar un nuevo plan de la misión para ser lanzado en 2015, pero se volvió a posponer hasta 2018. Para el año 2010, el presupuesto necesario empezó a afectar a otro proyecto, aunque el telescopio Webb siguió dentro del cronograma.
Para 2011, el proyecto JWST estaba en la fase final de diseño y fabricación (Fase C). Como es típico de un diseño complejo que no se puede cambiar una vez que se ha lanzado, hay revisiones detalladas de cada parte del diseño, la construcción y la operación propuesta. El proyecto inició nuevas fronteras tecnológicas y se aprobaron sus revisiones de diseño. En la década de 1990 se desconocía si era posible fabricar un telescopio tan grande con tan poco peso.
El montaje de los segmentos hexagonales del espejo primario, que se realizó a través de un brazo robótico, comenzó en noviembre de 2015 y se finalizó en febrero de 2016. La construcción final del telescopio JWST se completó en su totalidad en noviembre de 2016, y se comenzaron a realizar intensos procedimientos de prueba. En marzo de 2018, la NASA volvió a posponer el lanzamiento hasta 2020 ya que el parasol del telescopio se rasgó durante un despliegue de práctica y los cables del parasol no se apretaron lo suficiente.

### Presupuestos y plazos de lanzamiento
| Año  | Lanzamiento programado | Presupuesto planificado (millones de dólares) |
| ---- | ---------------------- | --------------------------------------------- |
| 1997 | 2007                   | 500                                           |
| 1998 | 2007                   | 1000                                          |
| 1999 | 2007 to 2008           | 1000                                          |
| 2000 | 2009                   | 1800                                          |
| 2002 | 2010                   | 2500                                          |
| 2003 | 2011                   | 2500                                          |
| 2005 | 2013                   | 3000                                          |
| 2006 | 2014                   | 4500                                          |
| 2008 | 2014                   | 5100                                          |
| 2010 | 2015 to 2016           | 6500                                          |
| 2011 | 2018                   | 8700                                          |
| 2013 | 2018                   | 8800                                          |
| 2017 | 2019                   | 8800                                          |
| 2018 | 2020                   | ≥8800                                         |
| 2018 | 2021                   | 9660                                          |

El complicado historial presupuestario de las demoras existentes en el telescopio Webb son debidos a factores externos, como retrasos a la hora de decidir sobre el vehículo de lanzamiento y el suplemento de fondos adicionales para imprevistos. En 2006, se había gastado 1000 millones de dólares en el desarrollo del telescopio, con un presupuesto inicial aproximado de 4500 millones, en ese momento. Un artículo publicado en la revista Nature en 2006 indicaba que en un estudio realizado en 1984 por la Space Science Board, se estimaba que un observatorio de infrarrojos de próxima generación costaría alrededor de 4000 millones de dólares (aproximadamente 7000 millones en dólares de 2006). Debido al presupuesto desorbitado desvió fondos previstos para otras investigaciones, la revista científica Nature describió el telescopio Webb como "el telescopio que se comió la astronomía" en 2010. En junio de 2011, se informó que el telescopio costaría al menos cuatro veces más de que inicialmente calculó y se lanzaría al menos con siete años de retraso. Las estimaciones presupuestarias iniciales eran que el observatorio costaría 1600 millones y se lanzaría en 2011.
En realidad al principio se calculó el presupuesto del telescopio en 1600 millones de dólares, pero fue aumentando a lo largo del desarrollo del proyecto llegando a unos 5000 millones de dólares cuando se confirmó formalmente que la misión se pondría en marcha en 2008. En el verano de 2010, la misión superó la prueba de Critical Design Review con excelentes resultados en lo referente a asuntos técnicos, aunque el cronograma y el presupuesto existente en ese momento llevaron a la senadora de Maryland, Barbara Mikulski, a solicitar una revisión independiente del proyecto. El Independent Comprehensive Review Panel (ICRP) presidido por J. Casani (JPL) anunció que la fecha de lanzamiento más próxima sería a finales de 2015 con un suplemento adicional de 1500 millones de dólares (para un total de 6500 millones de dólares). También señalaron que esto habría requerido financiación adicional en los años fiscales 2011 y 2012 y que cualquier fecha posterior de lanzamiento daría lugar a otro suplemento final más elevado.
El 6 de julio de 2011, el comité de asignaciones de Comercio, Justicia y Ciencia de la Cámara de Representantes de Estados Unidos decidió cancelar el proyecto del telescopio Webb al proponer un presupuesto para el año fiscal 2012 que eliminó 1900 millones del presupuesto general de la NASA, de los cuales aproximadamente un cuarto sería para el telescopio JWST. Se había gastado 3000 millones y el 75 % de sus instrumentos estaban en producción. La propuesta de presupuesto fue aprobada por votación del subcomité al día siguiente. El comité acusó que el proyecto suponía "miles de millones de dólares mayor del presupuesto inicial y plagado por una gestión deficiente". Sin embargo, en noviembre de 2011, el Congreso revirtió los planes para cancelar el programa del telescopio Webb y, en su lugar, limitó los fondos adicionales para completar el proyecto en 8000 millones. La finalización del proyecto del telescopio según lo propuesto por el comité de apropiación de la Cámara también habría puesto en peligro la financiación de otras misiones, como el Telescopio de Sondeo Infrarrojo de Campo Amplio.
En 2011, la Asociación Astronómica Estadounidense emitió una declaración donde apoyaba la construcción del telescopio Webb, al igual que la senadora de Maryland, Barbara Mikulski. Varias editoriales también vieron positivo el apoyo a la construcción del telescopio Webb haciendo que aparecieran en publicaciones regulares en prensa a lo largo del año 2011.
Algunos científicos se mostraron preocupados por el constante aumento del presupuesto y los retrasos en el cronograma del telescopio, que competía por los escasos presupuestos dedicados a la astronomía y por lo tanto amenazaba la financiación de otros programas científicos espaciales. Una revisión de los registros presupuestarios de la NASA y los informes de estado señalaron que el telescopio Webb está plagado de muchos problemas que han afectado a otros proyectos importantes de la NASA. Las reparaciones y pruebas adicionales incluyeron subestimaciones del presupuesto del telescopio que no permitieron contar con gastos para fallos técnicos esperados, proyecciones presupuestarias omitidas y evaluación de componentes para estimar las condiciones de lanzamiento extremas, extendiendo así el cronograma y aumentando los presupuestos aún más.
Una de las razones por las que los presupuestos aumentaron tanto es que es difícil pronosticar el valor total del desarrollo y, en general, la previsibilidad del presupuesto mejoró cuando se alcanzaron los hitos iniciales del desarrollo. A mediados de la década de 2010, aún se esperaba que la contribución de los Estados Unidos costara 8800 millones de dólares. En 2007, la ESA hizo realizó una contribución de 350 millones de euros. Con lo recaudado entre los fondos estadounidenses e internacionales, se prevé que el valor total, sin incluir las operaciones ampliadas, supere los 10 000 millones de dólares una vez finalizado. El 27 de marzo de 2018, los funcionarios de la NASA anunciaron que el lanzamiento de JWST se retrasaría hasta mayo de 2020 o quizás más, y admitieron que el valor del proyecto podrían superar el precio de 8800 millones de dólares. En el comunicado de prensa del 27 de marzo en que se anunció otra demora, la NASA dijo que publicaría una estimación de gastos revisada después de que se determine una nueva ventana de lanzamiento en cooperación con la ESA. Si esta estimación excede el tope de 8000 millones de dólares que el Congreso puso en marcha en 2011, como se considera probable, la NASA deberá volver a autorizar la misión. En febrero de 2019, pese a expresar críticas sobre el aumento del presupuesto, el Congreso aumentó el límite de gastos de la misión en 800 millones de dólares.
Tras la nueva revisión, el presupuesto del proyecto asciende a un total de 9660 millones de dólares, superando con creces el estimado en anteriores fechas.

### Participación
NASA, ESA y CSA colaboran en el telescopio desde 1996. ESA participa en la construcción y en el lanzamiento desde el año 2003, tras la aprobación de su colaboración, en 2007 firmó un acuerdo con la NASA. A cambio de una participación plena, representación y acceso al observatorio para sus astrónomos, ESA proporciona el instrumento NIRSpec, el Optical Bench Assembly del instrumento MIRI, un cohete Ariane 5 ECA y mano de obra para apoyar durante las operaciones. El CSA proporciona el Fine Guidance Sensor and the Near-Infrared Imager Slitless Spectrograph más mano de obra para apoyar las operaciones.
Países participantes
- Austria
- Bélgica
- Canadá
- República Checa
- Dinamarca
- Finlandia
- Francia
- Alemania
- Grecia
- Irlanda
- Italia
- Luxemburgo
- Países Bajos
- Noruega
- Portugal
- España
- Suecia
- Suiza
- Reino Unido
- Estados Unidos

### Divulgación y exposiciones

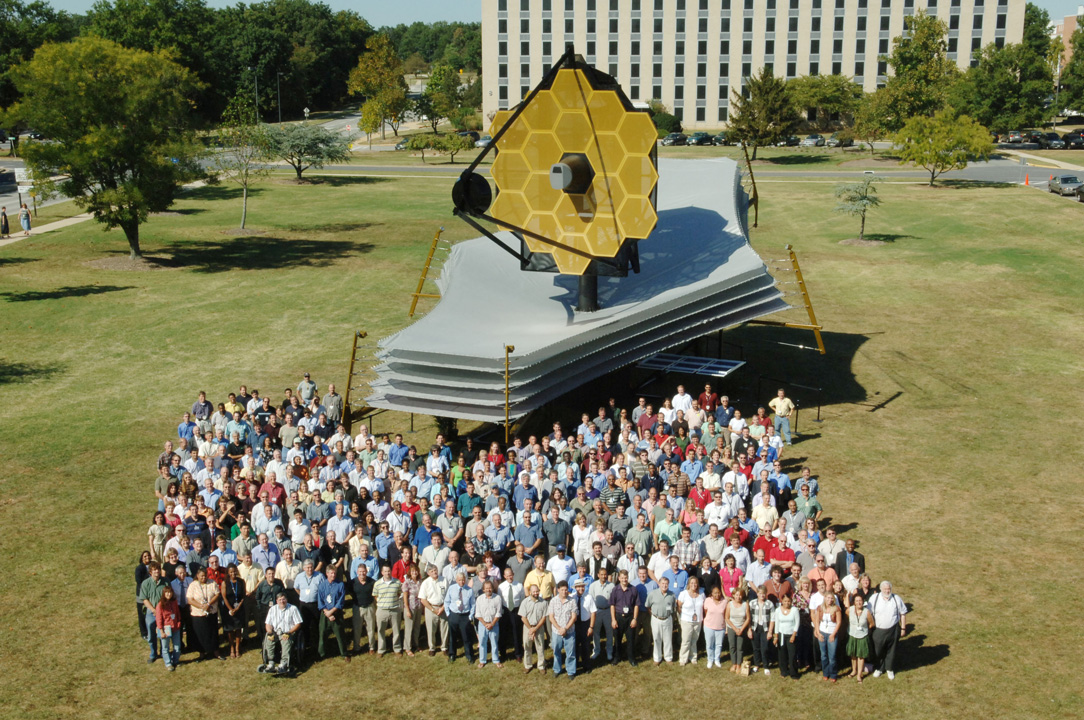
Primer modelo a gran escala en exhibición en Centro de vuelo espacial Goddard de la NASA (2005)

Un telescopio a escala real estuvo expuesto en varios lugares desde 2005: en los Estados Unidos en Seattle, Washington; Colorado Springs, Colorado; Greenbelt, Maryland; Rochester, Nueva York; Manhattan, Nueva York; y Orlando, Florida; y en otras ciudades como París, Francia; Dublín, Irlanda; Montreal, Quebec, Canadá; Hatfield, Reino Unido; y Múnich, Alemania. El modelo fue construido por Northrop Grumman Aerospace Systems.
En mayo de 2007, se montó un modelo a escala real del telescopio para exhibirlo en el Smithsonian Institution's National Air and Space Museum on the National Mall, Washington D. C. El modelo tenía como objetivo mostrar al público una mejor comprensión del tamaño, escala y complejidad del satélite, así como despertar el interés de los espectadores en la ciencia y la astronomía en general. El modelo es significativamente diferente del telescopio, ya que el modelo debe resistir la gravedad y el clima, por lo que está construido principalmente de aluminio y acero de aproximadamente 24×12×12 m y pesa 5,5 toneladas.
El modelo se exhibió en Battery Park (Nueva York) durante el World Science Festival 2010, donde sirvió de telón de fondo para una mesa redonda con el Premio Nobel John C. Mather, el astronauta John M. Grunsfeld y la astrónoma Heidi Hammel. En marzo de 2013, trasladaron el modelo a Austin, Texas, para SXSW 2013.

## Misión
La misión científica de JWST tiene principalmente cuatro objetivos: encontrar luz de las primeras estrellas y galaxias que se formaron en el universo después del Big Bang; estudiar la formación y evolución de las galaxias; comprender la formación de estrellas y sistemas solares; y estudiar los sistemas planetarios y los orígenes de la vida. Estos objetivos se pueden lograr de manera más efectiva mediante la observación en longitudes de onda infrarroja cercana que en la luz en la parte visible del espectro. Por esta razón, los instrumentos de JWST no medirán la luz visible o ultravioleta como el telescopio Hubble, porque tiene una capacidad mucho mayor para realizar astronomía infrarroja. El telescopio Webb será sensible en un rango de longitudes de onda de 0,6 (luz naranja) a 28 micrómetros (radiación infrarroja profunda a aproximadamente 100 K (−170 °C; −280 °F)).
El telescopio también se utilizará para recopilar información sobre la luz de atenuación de la estrella KIC 8462852, descubierta en el año 2015, que tiene algunas propiedades anormales de la curva de luz.

### Lanzamiento y duración de la misión
El telescopio James Webb fue lanzado el 25 de diciembre de 2021 desde la Guayana Francesa a bordo de un cohete Ariane 5.
En principio estaba previsto que el telescopio estuviera listo para ser lanzado en 2018. Tras distintos aplazamientos de fecha de lanzamiento por diversos contratiempos, en junio de 2018, se estableció como nueva fecha de lanzamiento el 30 de marzo de 2021 con un cohete Ariane 5. En junio de 2021 la fecha de lanzamiento vuelve a retrasarse a noviembre.
Finalmente el telescopio James Webb fue lanzado el 25 de diciembre de 2021 desde la Guayana Francesa a bordo de un cohete Ariane 5.
El observatorio está provisto de un "anillo-interfaz de vehículo de lanzamiento" que podría ser utilizado para que un futuro lanzamiento de aprovisionamiento del observatorio por medio de astronautas o robots, pudiera solucionar problemas de despliegue general. Sin embargo, el telescopio en sí no es útil, y los astronautas no podrían realizar tareas como intercambiar instrumentos, como con el telescopio Hubble. El tiempo nominal de la misión es de cinco años, con un límite en principio de diez años. JWST necesita usar propelente para mantener su órbita de halo alrededor del punto de Lagrange L2, lo que proporciona un límite superior a su vida útil esperada, y fue diseñado para transportar suficiente propelente para diez años. La misión científica programada de cinco años comienza después de una fase de prueba y puesta en marcha de 6 meses. La órbita L2 es solo metaestable, por lo que requiere un mantenimiento de estación orbital o el objeto se alejará de esta configuración orbital.

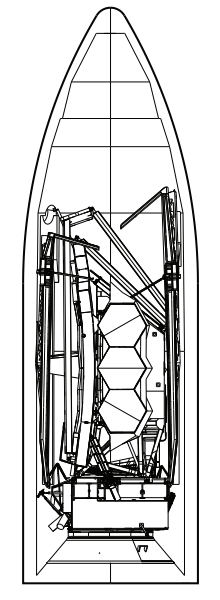
JWST configurado para el lanzamiento

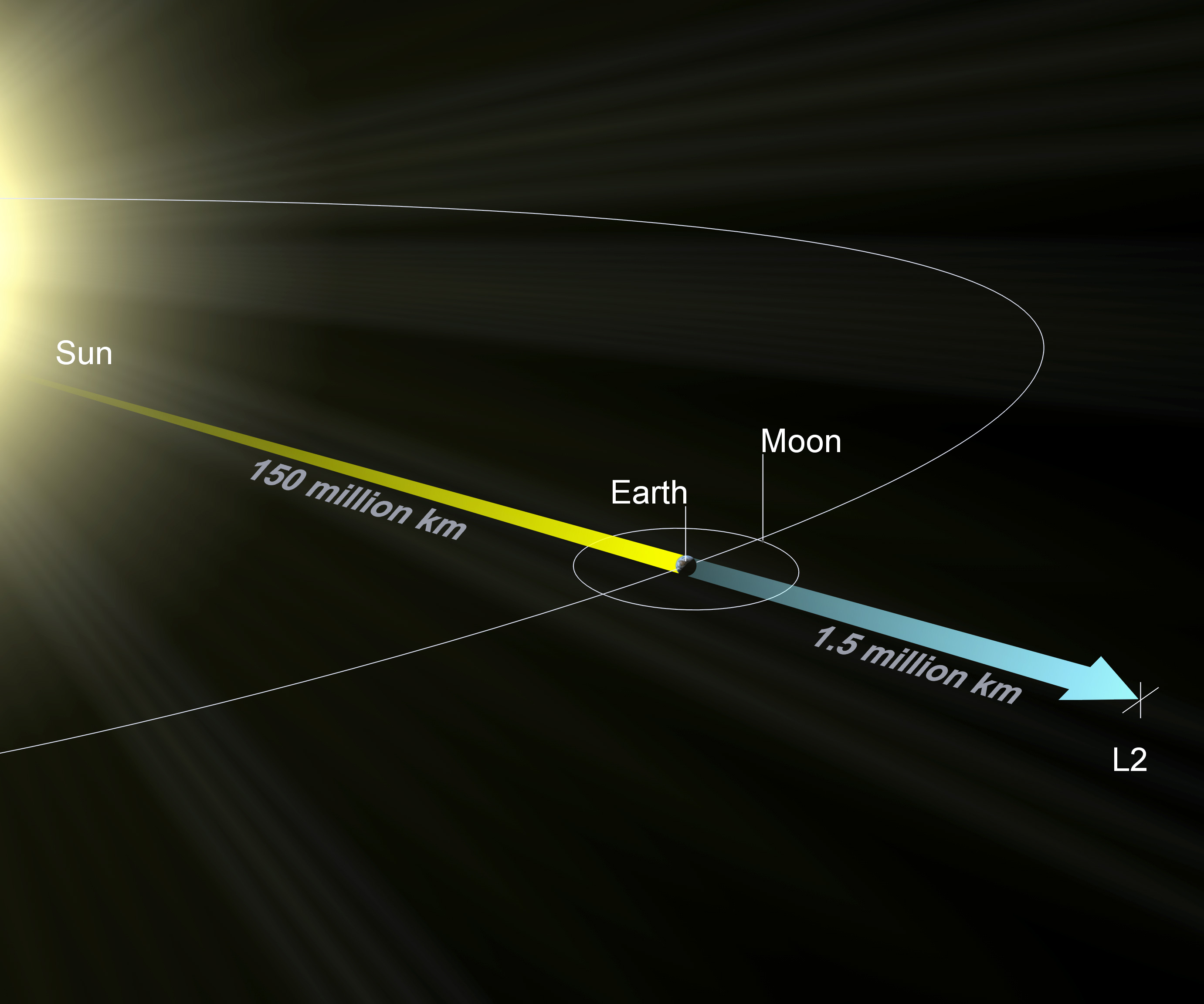
JWST no estará ubicado exactamente en el punto L2, pero hará un círculo alrededor de él en una órbita de halo.

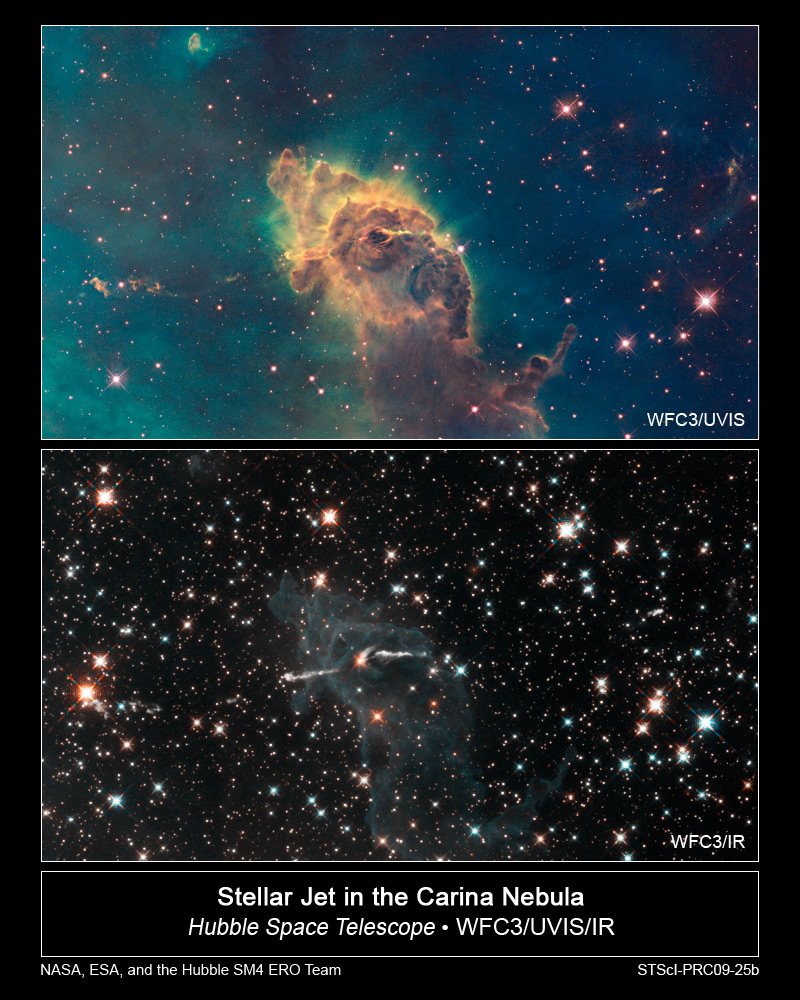
Dos vistas alternativas desde el Telescopio espacial Hubble de la Nebulosa de la Quilla, comparando astronomía ultravioleta y visible (arriba) e infrarroja (abajo). Muchas más estrellas son visibles en este último.

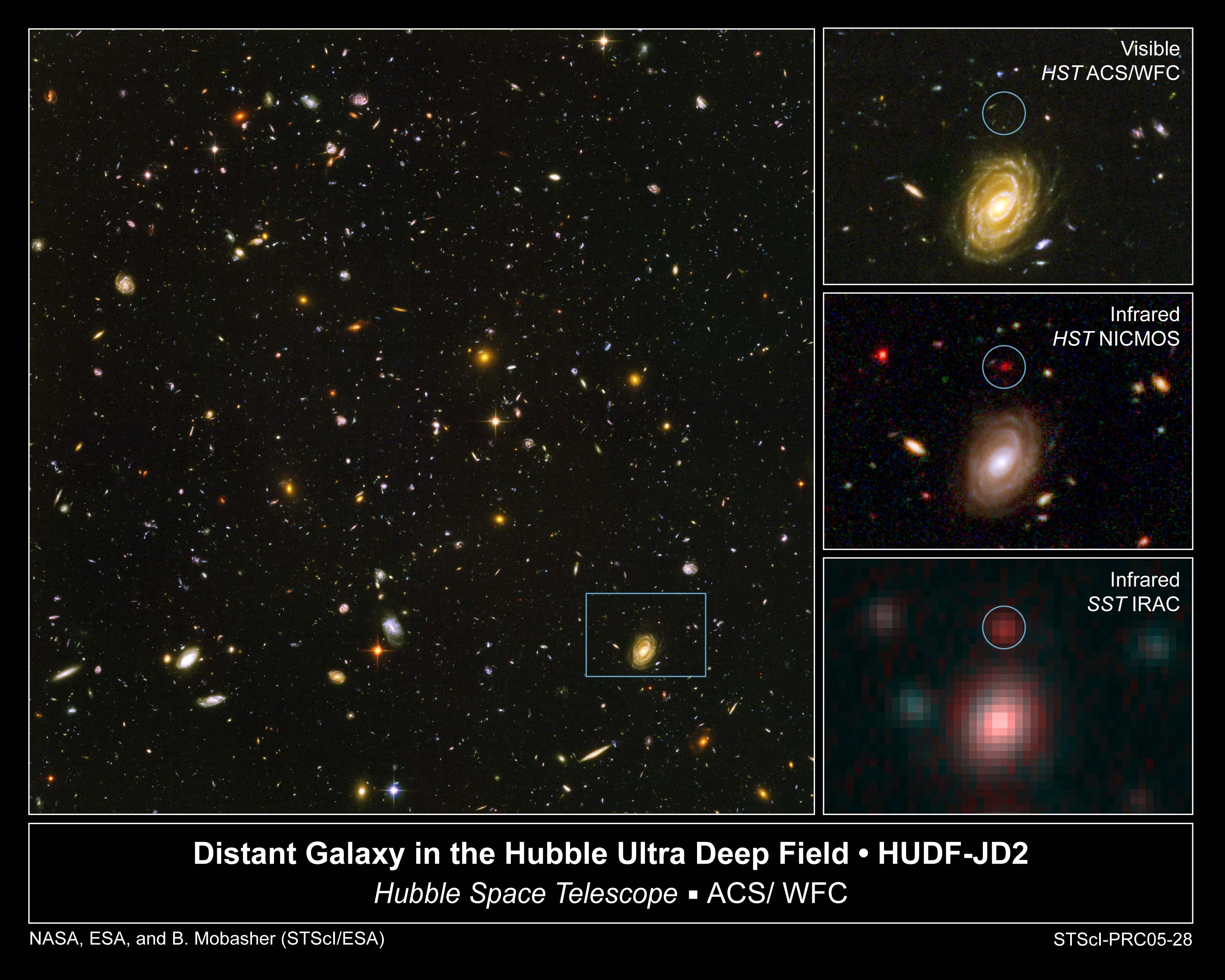
Las observaciones infrarrojas pueden ver objetos ocultos en luz visible, como muestra HUDF-JD2.

### Órbita
El telescopio Webb está ubicado cerca del segundo punto de Lagrange (L2) del sistema Tierra-Sol, que se encuentra a 1 500 000 kilómetros (930 000 mi) de la Tierra, justo enfrente del Sol. Normalmente, un objeto que rodea el Sol más allá de la Tierra tardaría más de un año en completar su órbita, pero cerca del punto L2 la atracción gravitacional combinada de la Tierra y el Sol permite a la nave orbitar alrededor del Sol a la misma velocidad que la Tierra. El telescopio girará alrededor del punto L2 en una órbita de halo, que estará inclinada con respecto a la eclíptica, tendrá un radio de aproximadamente de 800 000 kilómetros y tardará aproximadamente medio año en completarse. Dado que el punto L2 es solo un punto de equilibrio sin atracción gravitatoria, una órbita de halo no es una órbita en el sentido habitual: el módulo espacial está realmente en órbita alrededor del Sol, y la órbita de halo puede considerarse deriva controlada para permanecer en las proximidades del punto L2. Esto requiere cierto mantenimiento de corrección de la estación: entre 2-4 m/s por año de un total de 150 m/s estimado para toda la misión, incluyendo correcciones de trayectoria para llegar a la órbita alrededor del punto L2. El sistema de propulsión del observatorio lo forman dos conjuntos de propulsores.

### Astronomía infrarroja
JWST es el sucesor del telescopio espacial Hubble (HST), y dado que su característica principal reside en la observación infrarroja, también es el sucesor del telescopio espacial Spitzer (SST). JWST superará con creces a ambos telescopios, pudiendo observar muchas más estrellas y galaxias, recientes y más antiguas. Observar en el infrarrojo es una técnica clave para lograrlo debido al desplazamiento al rojo cosmológico y porque penetra mejor en el oscurecimiento producido por las nubes de polvo interestelar y gas. También permite poder observar objetos más fríos y débiles. Debido a que el vapor de agua y el dióxido de carbono en la atmósfera de la Tierra absorben fuertemente la mayoría de los infrarrojos, la astronomía infrarroja terrestre se limita a rangos de longitud de onda cercanos donde la atmósfera absorbe con menor fuerza. Además, la atmósfera misma irradia en la luz infrarroja, bloqueando a menudo el objeto que se observa. Esto hace que un telescopio espacial sea preferible para la observación infrarroja.
Cuanto más distante es un objeto, más joven es aparentemente: debido a que su luz ha tardado más en alcanzar a los observadores humanos. Debido a que el universo se está expandiendo, a medida que la luz viaja se desplaza hacia el rojo, y por lo tanto estos objetos son más fáciles de ver si se ven en el infrarrojo. Se espera que las capacidades infrarrojas de JWST lo hagan retroceder en el tiempo a las primeras galaxias que se formaron unos pocos cientos de millones de años después del Big Bang.
La radiación infrarroja puede atravesar fácilmente las regiones de polvo cósmico que dispersan la luz visible. Las observaciones en infrarrojos permiten el estudio de objetos y regiones del espacio que quedarían oscurecidos por el gas y el polvo en el espectro visible, como las nubes moleculares donde nacen las estrellas, los discos circunestelares que dan lugar a los planetas y los núcleos de galaxias activas.
Los objetos relativamente fríos (temperaturas inferiores a varios miles de grados) emiten su radiación principalmente en el infrarrojo, tal como lo describe la ley de Planck. Como resultado, la mayoría de los objetos que son más fríos que las estrellas se estudian mejor en el infrarrojo. Esto incluye las nubes del medio interestelar, enanas marrones, planetas tanto en nuestro sistema solar como en otros sistemas, cometas y objetos del cinturón de Kuiper que serán observados con el Mid-Infrared Instrument (MIRI) que requiere un refrigerador criogénico adicional.
Algunas de las misiones en astronomía infrarroja que afectaron el desarrollo de JWST fueron Spitzer y también la sonda Wilkinson Microwave Anisotropy Probe (WMAP). Spitzer demostró la importancia del infrarrojo medio, como en sus discos de observación de polvo alrededor de las estrellas. [122] La sonda WMAP demostró que el universo estaba "iluminado" al corrimiento al rojo 17, lo que subraya aún más la importancia del infrarrojo medio. [122] Ambas misiones se lanzaron a principios de la década de 2000, a tiempo todavía para influir en el desarrollo de JWST.

### Soporte en tierra y operaciones
El Space Telescope Science Institute (STScI), ubicado en Baltimore, Maryland, en el campus de Homewood de la Universidad Johns Hopkins, fue seleccionado como el Science and Operations Center (S&OC) para el telescopio Webb con un presupuesto inicial de 162 200 000 de dólares destinado a apoyar operaciones durante el primer año de funcionamiento tras el lanzamiento. Con esta funcionalidad, el STScI será responsable de la operación científica del telescopio y la entrega de productos de datos a la comunidad astronómica. Los datos se transmitirán desde JWST hasta la Tierra a través de la Red del Espacio Profundo de la NASA, se procesarán y calibrarán en el STScI, para ser distribuido posteriormente en línea a los astrónomos de todo el mundo. De forma similar a cómo opera el Hubble, cualquier persona, en cualquier parte del mundo, podrá presentar proyectos para realizar observaciones. Cada año, varios comités de astrónomos examinarán por pares las propuestas presentadas para seleccionar los proyectos a observar en el próximo año. Los autores de las propuestas elegidas generalmente tendrán un año de acceso privado a las nuevas observaciones, después de lo cual los datos estarán disponibles públicamente para su descarga por parte del archivo en línea de STScI.
La mayor parte del procesamiento de datos del telescopio se realiza mediante ordenadores convencionales de una sola placa. La conversión de los datos científicos analógicos a formato digital se lleva a cabo mediante el SIDECAR ASIC (System for Image Digitization, Enhancement, Control And Retrieval Application Specific Integrated Circuit). La NASA declaró que el SIDECAR ASIC incluirá todas las funciones de una caja de herramientas de 9 kg en un paquete de 3 cm y consumirá solo 11 milivatios de potencia. Como esta conversión debe realizarse cerca de los detectores, en el lado más frío del telescopio, usar baja potencia de este circuito integrado será crucial para mantener la baja temperatura necesaria para el buen funcionamiento del telescopio Webb.

## Despliegue después del lanzamiento
Casi un mes después del lanzamiento, se iniciará una corrección de trayectoria para colocar el telescopio Webb en una órbita de halo en el punto lagrangiano L2.

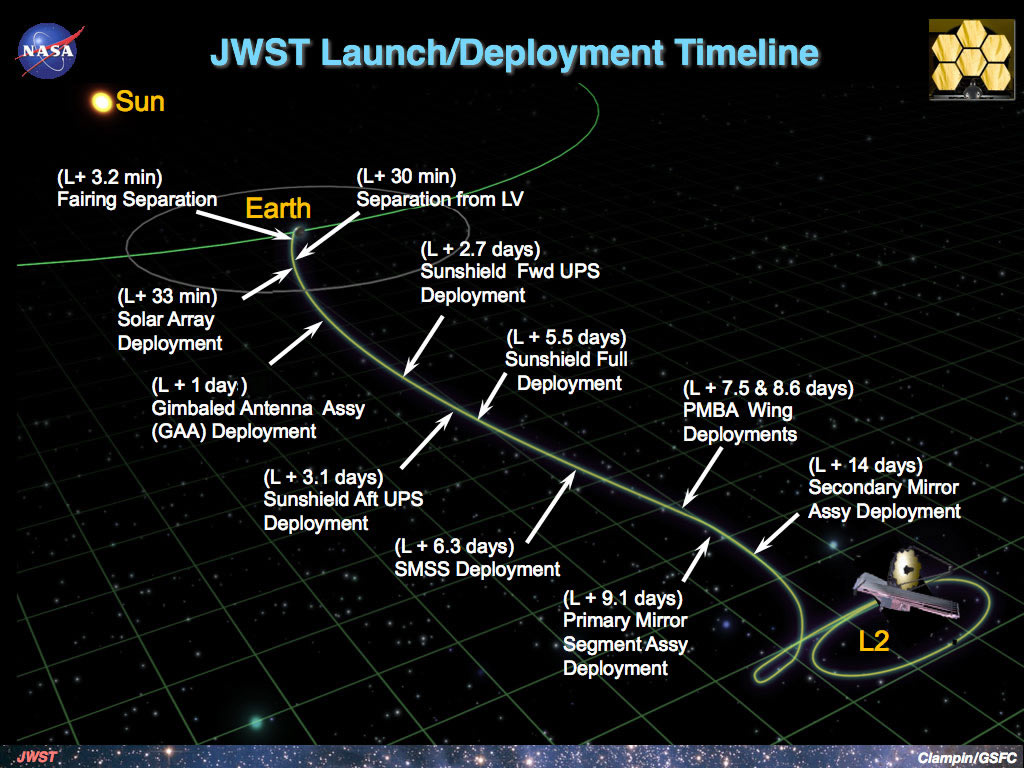
Línea temporal después del despliegue del telescopio Webb

## Programa científico y observaciones
El tiempo de observación de JWST se asignará por medio de un programa conocido como Director's Discretionary Early Release Science (DD-ERS), el programa Guaranteed Time Observations (GTO) y el programa General Observers (GO). El programa GTO proporciona el tiempo de observación garantizado para los científicos que desarrollaron componentes de hardware y software para el observatorio. El programa GO proporciona a todos los astrónomos la oportunidad de solicitar tiempo de observación. Los programas GO se seleccionarán a través de una revisión por parte de un Comité de Asignación de Tiempo (TAC), similar al proceso de revisión de propuestas utilizado para el telescopio espacial Hubble. Se espera que el tiempo de observación de JWST sea muy alto, lo que significaría que el número de propuestas de GO enviadas será mucho mayor que el número que se puede aprobar en cualquier ciclo de observación.

### Programa científico de próximo lanzamiento
En noviembre de 2017, el Space Telescope Science Institute anunció que 13 programas Director's Discretionary Early Release Science (DD-ERS), habían sido seleccionados, elegidos a través de un proceso competitivo de propuestas. Las observaciones de estos programas se obtendrán durante los primeros cinco meses de las operaciones científicas de JWST una vez finalizado el período de puesta en servicio. Se le otorgó a los 13 programas un total de 460 horas de tiempo de observación, que abarcan temas científicos como el sistema solar, exoplanetas, estrellas y formaciones estelares, galaxias cercanas y lejanas, lentes gravitacionales y cuásares.

## Otras lecturas
- Jonathan P. Gardner (noviembre de 2006). «The James Webb Space Telescope». Space Science Reviews (Springer, Netherlands) 123 (4): 484-606. Bibcode:2006SSRv..123..485G. arXiv:astro-ph/0606175. doi:10.1007/s11214-006-8315-7. The formal case for JWST science presented in 2006.